# La messe est finie
Pour plus de détails, voir Fiche technique et Distribution.
La messe est finie (La messa è finita) est un film italien réalisé par Nanni Moretti sorti en 1985.

## Synopsis
Don Giulio, jeune prêtre, quitte la petite île où il officiait depuis dix ans. Il vient d'être nommé dans une paroisse de Rome, sa ville natale. Là, il retrouve ses parents et ses vieux amis. Il découvre des gens névrosés, engagés dans des voies de garage aussi diverses les unes que les autres : terrorisme, claustrophobie, mysticisme. Il se tourne alors vers sa famille. Mais elle est désunie et personne ne veut de son aide.

## Fiche technique
- Titre : La messe est finie
- Titre original : La messa è finita
- Réalisation :  Nanni Moretti
- Scénario : Nanni Moretti, Sandro Petraglia
- Production : Achille Manzotti pour TITANUS
- Photographie : Franco Di Giacomo
- Montage : Mirco Garonne
- Musique : Nicola Piovani
- Décors : Amedeo Fago, Giogio Bertolini
- Costumière : Lia Francesca Morandini
- Son : Franco Borni
- Pays d'origine :  Italie
- Genre : Comédie dramatique
- Durée : 94 minutes

## Distribution
- Nanni Moretti : don Giulio
- Marco Messeri : Saverio
- Margarita Lozano : sa mère
- Ferruccio De Ceresa : son père

## Récompenses
- 1986 : Ours d'argent pour le Grand Prix du jury à la Berlinale 1986